# المركز الدولي للتعليم والبحث والخدمات المتعلقة بعلم النبات الشعبي
مقر الدراسات الدولي للخدمات وعلم النبات العرقي (آي سي إي إي آر إس) هي منظمة غير ربحية (إن بي أو)، يقع مقرها الرئيسي في برشلونة (كاتالونيا في إسبانيا).
تكرس آي سي إي إي آر إس لتحويل علاقة المجتمع بالنباتات ذات التأثير النفسي من طريق الانخراط في بعض القضايا الأساسية الناتجة عن عولمة آياهواسكا وإيبوجا وغيرهما من النباتات العرقية. تأسست آي سي إي إي آر إس عام 2009، وهي مسجلة على أنها منظمة غير ربحية، ولها أعمال خيرية في هولندا وإسبانيا. ومن طريق المنظمات الشريكة في الولايات المتحدة والمملكة المتحدة، تتمتع آي سي إي إي آر إس أيضًا بوضع استشاري لدى المجلس الاقتصادي والاجتماعي التابع للأمم المتحدة.

## الرؤية
تتصور آي سي إي إي آر إس مستقبلًا تُقَيم فيه الممارسات النباتية ذات التأثير النفسي وتتكامل مع أجزاء المجتمع. تكريسًا لتحويل التحديات إلى فرص، رؤيتهم هي رؤية مستقبل تتغير فيه علاقة المجتمع بهذه النباتات, إذ يُمنح كل فرد وكل مجتمع الحق في متابعة الشفاء والتمكين الذاتي، وتُحترم ثقافات السكان الأصليين، وتُقام الجسور بين المعارف التقليدية والعلم. تكرِّس آي سي إي إي آر إس جهودها لربط المعارف النباتية العرقية للشعوب الأصلية بالعلم الحديث والممارسات العلاجية، والاستجابة للحاجة الضرورية إلى أدوات فعالة للتنمية الشخصية والاجتماعية.
وفقًا لموقعهم على الإنترنت، فإن مهمة المنظمة تشمل:
- إجراء بحث علمي حول الاستخدام العلاجي للنباتات ذات التأثير النفسي.
- دراسة وتعزيز السياسات في مجالات علم الأدوية المخدرة وسياسة المخدرات، على أساس الأدلة العلمية وحقوق الإنسان.
- تطوير مجال الدعم والتكامل للأشخاص الراغبين في الوصول إلى العلاج أو الخبرات مع معلمي النباتات.
- عقد الأحداث والتجمعات المجتمعية بهدف تجسير المعرفة.
- تقديم المعلومات القانونية والدعم للأشخاص للذين يواجهون تحديات قانونية تتعلق بنقل أو استخدام نبات آياهواسكا أو غيرها من النباتات ذات التأثير النفسي.[7]

## التأريخ
تأسس المركز الدولي للتعليم والبحث والخدمات النباتية العرقية آي سي إي إي آر إس في 20 مايو 2009، من قبل بنيامين دي لوين، مدير الفيلم الوثائقي لعام2014 .
تعرف «طقوس آيبوجين» على أنها منظمة خيرية غير ربحية معفاة من الضرائب (مؤسسة خيرية), مكرسة لدمج آياهواسكا وإيبوجا والنباتات التقليدية الأخرى على أنها علاج في المجتمع الحديث، والحفاظ على الثقافات الأصلية التي كانت تستخدم هذه الأنواع النباتية منذ العصور القديمة.
وفقًا لمؤسسها ومديرها التنفيذي بنيامين دي لوين، بمرور الوقت انضم المزيد من الأشخاص إلى الفريق بخلفيات علمية لإصلاح سياسات الأدوية، وبدأنا في توسيع نطاقنا ومعالجة الموضوع من هذه الزوايا المختلفة. في الوقت الحالي، نقوم بذلك البحث العلمي ونحاول أيضًا جعل العلم مفهومًا لواضعي السياسات وللجماهير أكثر. ونقوم أيضًا بالتثقيف من طريق الموقع الإلكتروني، ونقدم معلومات حول الحد من الضرر والحد من المخاطر، ونشارك في إصلاح السياسات.
تشكلت آي سي إي إي آر إس منذ عام 2009، منذ وجود عدد قليل من المتطوعين وعدم وجود ميزانية في ذلك الوقت، ووجد  14موظفًا في عام2009 . في عام 2010، قدمت آي سي إي إي آر إس أول تدريب لها للإدارات الصحية حول الإيبوجين، إضافةً إلى تنظيم مؤتمر حول هذا الموضوع في إدارة الصحة الكاتالونية في العام نفسه. وشاركت في بناء العلاقات والدعوة مع صانعي القرار والهيئات الدولية في الأمم المتحدة. في عام 2010، في رسالة ردًا على استفسار آي سي إي إي آر إس، أكدت الهيئة الدولية لمراقبة المخدرات «آي أن سي بي» أنه لا يوجد مصنع أو خليط يحتوي على دي أم تي -متضمنةً آياهوسكا- يخضع حاليًا للمراقبة الدولية.
علاوة على ذلك، شاركت آي سي إي إي آر إس في وضع مبادئ توجيهية مهمة لحقوق الإنسان وسياسة الأدوية بقيادة المركز الدولي لحقوق الإنسان وسياسة المخدرات، التي شارك في نشرها كل من منظمة الصحة العالمية وبرنامج الأمم المتحدة الإنمائي وبرنامج الأمم المتحدة المشترك المعني بفيروس نقص المناعة البشرية (الإيدز). ونظمت فعاليات جانبية في لجنة المخدرات في فيينا لعدة سنوات, وشاركت عدة مرات في هيئات حقوق الإنسان التابعة للأمم المتحدة في جنيف.
بين عامي 2016  و2019، دعم الفريق أكثر من  120قضية قانونية لطب النبات في 27 دولة من طريق برنامج الدفاع القانوني، وصندوق آياهواسكا للدفاع، مما خلق سوابق قانونية إيجابية. بَنَت آي سي إي إي آر إس في كاتالونيا وإسبانيا، ولعبت آي سي إي إي آر إس دورًا رائدًا في تطوير تنظيم متكامل للقنب وخلق مساحات لأصوات مرضى القنب الطبي والأطباء في النقاش السياسي.
مجتمع دولي موحد ومتنوع ثقافيًا من طريق مؤتمر آياهوسا العالمي، الذي عقد في إيبيزا في إسبانيا عام 2014، وفي ريو برانكو في البرازيل عام 2016، وفي جيرونا في إسبانيا عام 2019، هو أكبر حدث آياهواسكا على الإطلاق في التاريخ، بمشاركة  1400مشارك من 35 دولة.
كما زرعت آي سي إي إي آر إس بذور عمليات التنظيم الذاتي للمجتمع في بلدان مختلفة لتعزيز المسؤولية الجماعية والأخلاق والسلامة والاستراتيجيات الفعالة تجاه التنظيم.